# Bénédicte Boyrie-Fénié et Jean-Jacques Fénié
Pour les articles homonymes, voir Boyrie.
Bénédicte Boyrie-Fénié et Jean-Jacques Fénié sont un couple de spécialistes français de la toponymie occitane.

## Biographie
Bénédicte Boyrie-Fénié est docteure en géographie historique,,,,.
Éveillée à l'importance de la préservation des langues régionales, et donc du gascon, durant son adolescence, Bénédicte Boyrie-Fénié s'y intéresse davantage sur les bancs de l'université Bordeaux-Montaigne : « Il n'y avait pas de département linguistique, alors j'ai choisi la géographie historique, tout en soutenant une thèse sur la microtoponymie dans le canton de Pissos, puis à l'échelle de la Grande Lande ». Elle soutient sa thèse en 1984.
En 1995, elle établit la Carte archéologique de la Gaule: les Landes, pré-inventaire archéologique et, en 2003, elle réalise pour l'Institut occitan une Étude toponymique des communes de l'Aquitaine .
En 2009, elle anime, au sein du Conseil scientifique du Parc naturel régional des Landes de Gascogne, une commission « Toponymie » qui se charge de revoir la cohérence linguistique des lieux-dits dans le cadre de la réédition de la carte IGN des Landes.
Son mari, Jean-Jacques Fénié est agrégé de géographie : il enseigne l'occitan et collabore à la revue Garona, au quotidien Sud Ouest et à l'hebdomadaire occitan La Setmana.
Ensemble, ils ont publié quatre ouvrages de vulgarisation sur la toponymie des divers sous-domaines du domaine linguistique occitan : le domaine gascon, le domaine languedocien (couvert indirectement par l'ouvrage plus général intitulé Toponymie occitane), le domaine provençal et le domaine nord-occitan (domaine auvergnat et domaine limousin),.
Pour sa part, Bénédicte Fénié a publié trois dictionnaires toponymiques des communes du Sud-Ouest (Gironde, Landes, Lot-et-Garonne).
De son côté, Jean-Jacques Fénié a publié aux Éditions Confluences L'invention de la Côte d'Argent et, avec Jean-Jacques TaiIlentou, Lacs, étangs et courants du littoral aquitain.

## Distinction
- Prix du Marquis de la Grange décerné le 16 décembre 2021 par l'Académie nationale des sciences, belles-lettres et arts de Bordeaux à Bénédicte Boyrie-Fénié et Jean-Jacques Fénié pour leurs travaux universitaires dans le domaine de la toponymie occitane[1]

### Bénédicte et Jean-Jacques Fénié
- Toponymie gasconne, Éditions Sud Ouest, Collection Sud Ouest Université, 1992,  (ISBN 2-87901-093-4)[9].
- Toponymie occitane, Éditions Sud Ouest, Collection Sud Ouest Université, 1997.
- Toponymie provençale, Éditions Sud-Ouest, Collection Sud Ouest Université, 1997,  (ISBN 978-2-87901-442-5)
- Dictionnaire des pays et provinces de France, Éditions Sud-Ouest, 2000,  (ISBN 2-87901-367-4).
- Toponymie nord-occitane, Éditions Sud Ouest, Collection Sud Ouest Université, 2003.
- Dictionnaire des Landes, Éditions Sud Ouest, 2009,  (ISBN 978-2-87901-958-1).
- Les Landes en 101 dates, Éditions La Geste, 2021[10]

### Bénédicte Boyrie-Fénié
- Bénédicte Boyrie-Fénié, Institut occitan, Dictionnaire toponymique des communes des Landes et bas-Adour, Pau, Éditions Cairn, décembre 2005, 288 p. (ISBN 2-35068-011-8, présentation en ligne).
- Bénédicte Boyrie-Fénié, Institut occitan, Dictionnaire toponymique des communes de Gironde, Pau, Éditions Cairn, octobre 2008, 402 p. (ISBN 978-2-35068-012-5).
- Bénédicte Boyrie-Fénié, avec la collaboration d’André Bianchi, Pèire Boissière, Patrice Gentié et Maurice Romieu, Dictionnaire toponymique des communes - Lot-et-Garonne, Pau, Éditions Cairn, décembre 2012, 320 p. (ISBN 978-2-35068-231-0).

### Jean-Jacques Fénié
- Jean-Jacques Fénié (suivi du vocabulaire de la Côte dArgent), L'invention de la Côte d'Argent, Bordeaux, Éditions Confluences, 2005, 160 p. (ISBN 9782914240574, présentation en ligne)
  - Lacs, étangs et courants du littoral aquitain : au temps des “galups” et des vaches marines  (illustrations en couleurs), Bordeaux, Éditions Confluences, 2007, 77 p. (ISBN 2914240791)